# 1988年ソウルオリンピックのブラジル選手団
1988年ソウルオリンピックのブラジル選手団（1988ねんソウルオリンピックのブラジルせんしゅだん）は、1988年9月17日から10月2日にかけて韓国のソウルで開催された1988年ソウルオリンピックのブラジル選手団、およびその競技結果。

## 概要
今大会は金メダル1個、銀メダル2個、銅メダル3個の合計6個のメダルを獲得した。

## メダル
| メダル | 選手名               | 競技 | 種目           |
| ------ | -------------------- | ---- | -------------- |
| 金     | アウレリオ・ミゲル   | 柔道 | 男子95kg以下級 |
| 銀     | ジョアキン・クルス   | 陸上 | 男子800m       |
| 銅     | ロブソン・ダ・シルバ | 陸上 | 男子200m       |